# Paratges de les Tries
Els Paratges de les Tries és una obra d'Olot (Garrotxa) protegida com a Bé Cultural d'Interès Local.

## Descripció
És un dels paratges més característics i tradicionals d'Olot, situat entre el riu Fluvià i el bac de les Tries. Els accessos de vianants per camins o corriols neixen al sector mas Bernat, però també des de la ctra. N-260 amb una filera arbrada de plàtans des de la casa de les Tries. Amb la formació de l'avinguda Pere Badosa i la passarel·la sobre el riu Fluvià s'escurçà i facilità considerablement l'accés a aquest paratge i el seu element més important que és la font de les Tries. Tot el conjunt de la vegetació, amb les plantades artificials més recents, el bosc de ribera i la zona boscosa del Bac de les Tries conformen el conjunt d'un dels parcs més exuberants de la ciutat.